# Bernardus Marie Manders

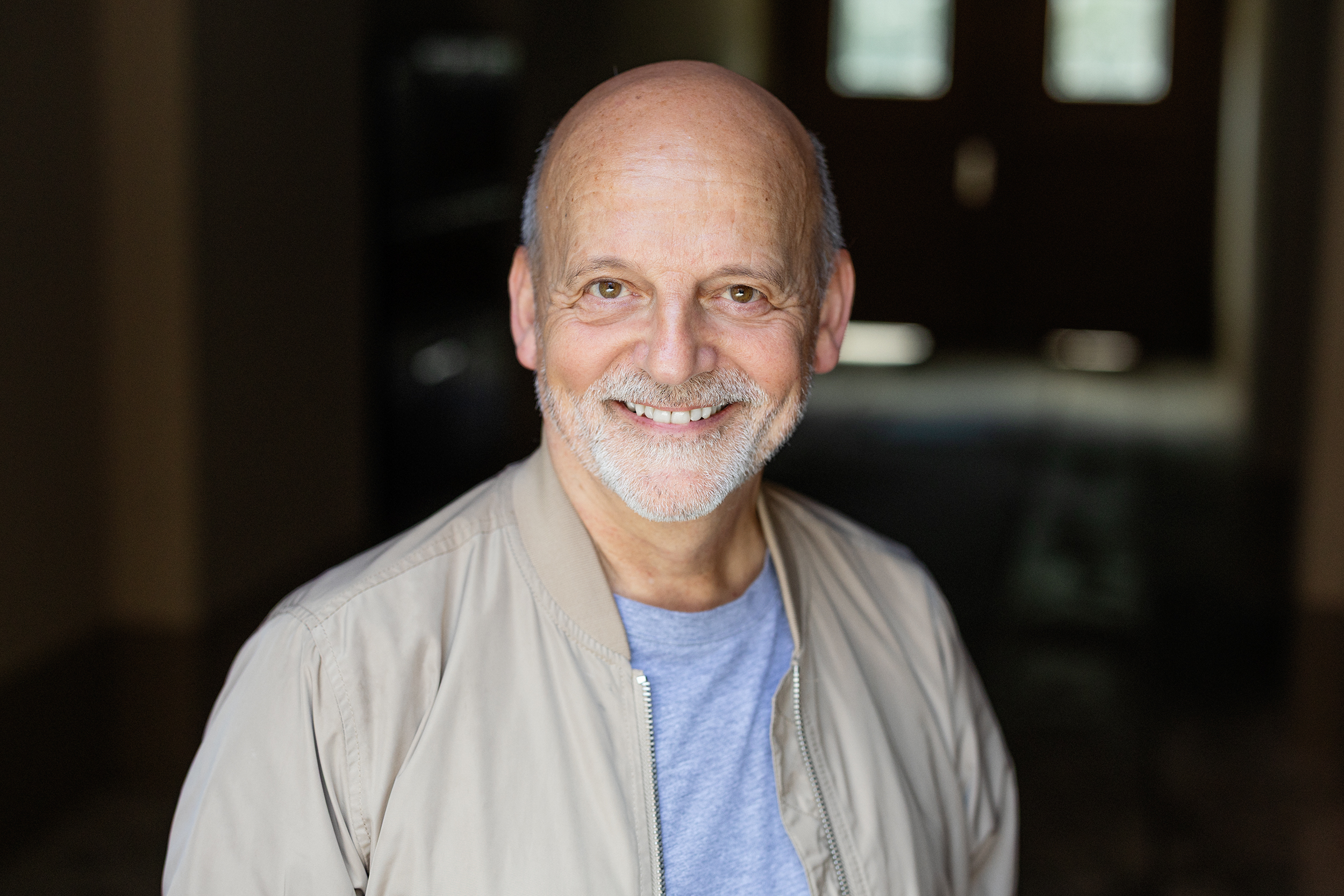
Bernardus Manders, 2025

Bernardus Marie Manders (* 12. März 1962 in Roermond, Niederlande) ist ein deutscher Schauspieler niederländischer Abstammung.

## Leben
Manders absolvierte nach dem Abitur eine Ausbildung zum Hotelkaufmann auf einer niederländischen Hotelfachschule. In der Sendung „Lass Dich überraschen“ bot ihm Rudi Carrell eine Kleindarstellerrolle in einer Folge der Reihe Tatort an. Von 1994 bis 1997 besuchte er eine private Schauspielschule in Köln. Sein Schauspielstudium endete mit einer erfolgreichen Prüfung vor der ZBF.
Er spielte unter anderem in Das Käthchen von Heilbronn, Die Kleinbürgerhochzeit, Es war die Lerche. In Blick zurück im Zorn hatte er seine erste Bühnenhauptrolle. 2008 stand er für ein Projekt zur Unterstützung des kulturellen Wiederaufbaus im Irak in der Rolle „Dr. Roberto Miranda“ in Der Tod und das Mädchen in Berlin und Dohuk und Sulaimaniyya, Irak auf der Bühne. In Warten auf Regen übernahm er für das gleiche Projekt eine weitere Hauptrolle.
Im Fernsehen spielte er u. a. in Mayday (ARD/Premiere), Wettlauf mit dem Tod (RTL), Mord im Blitzlicht (VOX), Polizeiruf 110i, Die Wache, Unser Charly und anderen Fernsehproduktionen, wie Ritas Welt, Höllische Nachbarn, Freitag Nacht News sowie den ARD- und SAT.1-Sendungen Versteckte Kamera, Rache ist süß, Die Comedy-Falle, Danni Lowinski und Ein Starkes Team (ZDF).
Der Kurzfilm Puzzled, in dem Manders ebenfalls die Hauptrolle spielt, gewann 2005 den Jurypreis auf dem Trigital Filmfestival in Graz, Österreich.
Sein Kino-Debüt gab er 2006 in dem Film Ein Freund von mir, in dem Horror-Thriller Sovia übernahm er im gleichen Jahr seine erste Kino-Hauptrolle. Der Film wurde 2007 zum Cairo International Film Festival nach Ägypten eingeladen. Im gleichen Jahr war Manders ebenfalls in der ägyptischen Hauptstadt Mitglied der Jury beim „Cairo International Film Festival for Children“. 2008 folgte er für diese Aufgabe eine Einladung zum Arab Film Festival nach Rotterdam.
2009 übernahm er seine erste Hauptrolle in den Niederlanden in dem Kurzfilm Kinderspel. Eine weitere niederländische Produktion ist der Ensemblefilm Clair de lune, der Anfang 2010 in der niederländischen Provinz Limburg gedreht wurde.
Zusammen mit Christine Neubauer stand Manders 2011 für den ARD-Film Bella und der Feigenbaum auf Mallorca vor der Kamera. Im gleichen Jahr spielte er an der Seite von Clemens Schick in dem RTL Event-Movie Die Jagd nach dem Bernsteinzimmer.
In der Niederländischen Krimiserie Flikken Maastricht übernahm Manders als Gast in Staffel 7 in drei Folgen eine Hauptrolle. Erstausstrahlung Frühjahr 2013.
Für die internationale Kinderserie „Hotel 13“ stand Manders 2014 in 20 Folgen vor der Kamera. Die Aufnahmen hierfür – sowohl Studio als auch on location – fanden in Belgien statt.
2014 gewann Manders mit dem Kurzfilm Eves Apfel drei Preise auf dem International Short Film Festival FENACO Cusco, Peru.
Unter der Regie von BAFTA-Gewinner Robert McKillop drehte Manders 2021 in Berlin die Mini-Serie Then You Run.
Manders ist geschieden und wohnt in Berlin. Neben der Hauptstadt ist Menorca seine Wahlheimat.

## Filmografie
Neben diversen Kurz- und Hochschulfilmen hat Manders in den nachfolgenden Fernseh- und Kinoproduktionen mitgewirkt (Auszug):
- 1998: Mayday
- 1998: Rache ist süß
- 2000: Mord im Blitzlicht
- 2000: Wettlauf mit dem Tod
- 2001: Die Wache (Krimiserie)
- 2001: Puzzled (Kurzfilm)
- 2002: Polizeiruf 110 – Grauzone (Krimireihe)
- 2003: Lindenstraße (Fernsehserie)
- 2003: Ritas Welt (Comedyserie) – Marcus' große Liebe
- 2004: Unser Charly (Fernsehserie)
- 2006: Ein Freund von mir (Kinofilm)
- 2007: Death Hospital – Sovia
- 2009: Kinderspel (Kurzfilm; Niederlande)
- 2010: Danni Lowinski – Endstation
- 2010: Clair de lune (Ensemblefilm, Niederlande)
- 2010: De blauwe bank (Serienpilot, Niederlande)
- 2011: Bella und der Feigenbaum
- 2011: Danni Lowinski – Alles muss raus
- 2011: Die Jagd nach dem Bernsteinzimmer
- 2012: Flikken Maastricht (niederländische Krimiserie)
- 2014: Hotel 13
- 2014: Eves Apfel
- 2018: Gute Zeiten, schlechte Zeiten
- 2020: Ein starkes Team: Abgetaucht
- 2020: Jerks
- 2021: Then You Run